# Nuage de mots-clés

Nuage de mots anglais liés au Web 2.0.

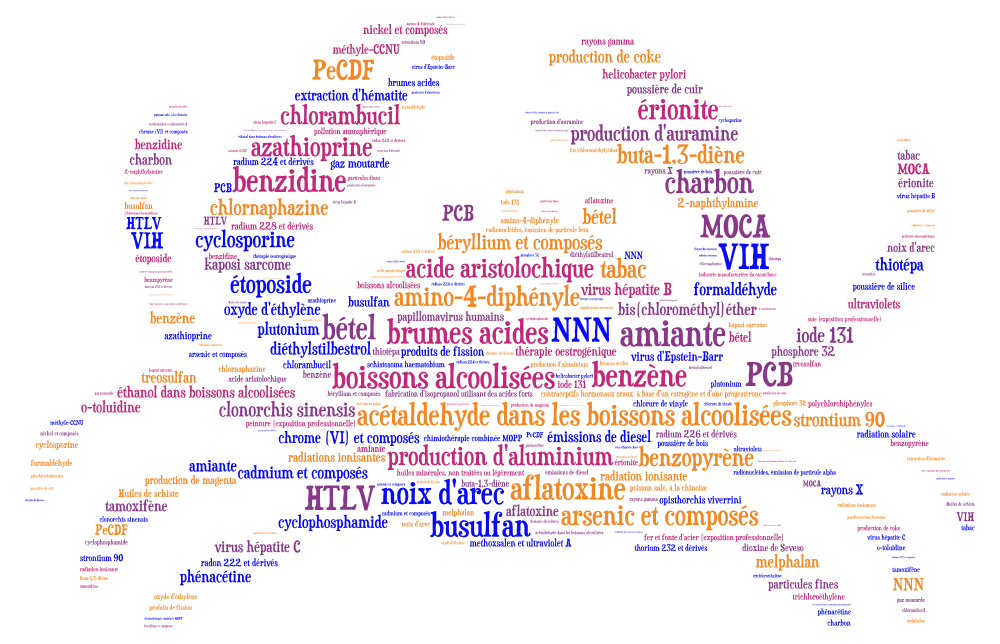
Nuage de mots de causes du cancer.

Le nuage de mots-clés, ou nuage de tags (en anglais tag cloud, word cloud ou keyword cloud) est une représentation visuelle des mots-clés (tags) les plus utilisés sur un site web. Généralement, les mots s'affichent dans des tailles et graisses de caractères d'autant plus visibles qu'ils sont utilisés ou populaires.

## Concept
Le « nuage de mots-clés » est une sorte de condensé sémantique d'un document dans lequel les concepts clefs évoqués sont dotés d'une unité de taille (dans le sens du poids de la typographie utilisée) permettant de faire ressortir leur importance dans le site Web en cours ou dans les annuaires de sites utilisant ce même principe de fonctionnement. Il est possible de hiérarchiser ce système selon un ordre alphabétique de popularité ou encore de représentation dans le site en cours.
Concrètement, plus un mot-clé (tag) est cité dans un article ou dans le site en cours, plus il apparaîtra en gros dans le nuage que représente le nuage de mots-clefs. En cliquant sur l'un de ces mots-clés, selon que l'on se trouve en présence d'un nuage de mots-clés  organisé par popularité dans le site ou dans un annuaire de sites tel que Technorati, on génère une page contenant tous les articles faisant référence à ce mot-clef dans le site en cours ou dans l'annuaire en question.
Le site de partage de photos Flickr fut le premier à implémenter ce système d'archivage transversal du contenu. Il provient d'un système de visualisation de sites Web référents mis au point par Jim Flanagan (le Search Referral Zeitgeist). L'annuaire de blogs Technorati fut aussi un des grands promoteurs du nuage de mots-clés.

## Typologie
Il existe deux grandes familles de nuages de mots-clés. C'est plus par leur valeur sémantique que par leur apparence que l'on distingue ces catégories.
La première famille de nuage de mots-clés classe les concepts selon le critère de la répétition d'un mot dans un article. Il s'agit donc d'une méta-donnée permettant de symboliser par ordre d'importance les concepts que recouvre l'article en cours.
La seconde, plus transversale, regroupe en nuage les mots-clés revenant le plus souvent dans un site ou dans un annuaire de sites. Il s'agit donc là de mettre en avant la popularité d'un concept, qui a fédéré plusieurs rattachements dans un site ou un ensemble de sites. Cela est particulièrement utile à une navigation transversale, permettant de balayer l'intégralité du contenu d'un site à travers le fil conducteur du mot-clef auquel on s'intéresse. Dans le cas d'un annuaire de site tel que Flickr ou Technorati, le nuage de mots-clés permet alors de mesurer d'un coup d'œil les tendances du moment à travers les termes revenant le plus souvent dans les sites syndiqués.